# TV Herkenrath
TV Herkenrath is een Duitse omnisportvereniging uit Bergisch Gladbach die werd opgericht in 1909.
De club is vooral bekend van de turnafdeling, waarvan Europees kampioene Anja Brinker de bekendste turnster is, en het basketbal waarvan de heren een seizoen in de 2. Bundesliga speelden. De voetbalafdeling komt in het seizoen 2018/19 uit in de Regionalliga West.  De club speelt zijn thuiswedstrijden in de Regionalliga in de BELKAW-Arena, eerder speelden zij op een lager niveau op Sportplatz Braunsberg. In 2018 promoveerde de club naar de Regionalliga.